# Юрий Озеров
Юрий Николаевич Озеров е съветски и руски режисьор, роден на 26 януари 1921 г. в Москва и починал на 15 октомври 2001 г. пак там.

## Биография
Озеров е роден в театралната среда. Баща му е от рода на православни свещеници и е оперен певец, а майка му произхожда от руско дворянско семейство, което губи цялото си имущество. Той има брат, Николай, който ще стане тенисист, спортен коментатор и актьор.
През 1939 г. постъпва в Руския институт за театрално изкуство (ГИТИС), известното московско театрално училище. Той е призован през 1941 г. да защитава страната си в Червената армия и се издига от редник до майор в края на войната, където служи в комуникациите. През 1947 г. става член на Комунистическата партия на Съветския съюз.
Na 5 октомври 1831 г. е призован в Червената армия. През 1940 – 1941 г. служи в свързочна учебна рота. През октомври 1941 г. Юрий Озеров е назначен на длъжността командир на взвод; По време на битката за Москва служи като сигналист в Московския военен окръг. С назначение е част от 18-та армия и е прехвърлен на Западния фронт, воюва на 1-ви и 4-ти украински, 2-ри и 3-ти белоруски фронтове, участва в превземането на Кьонигсберг, след което е оставен в комендантството на града. През 1944 г. завършва ускорен курс във Военната академия „М. В. Фрунзе“, служи в щаба на армията и участва в разработването на големи операции. Озеров завършва войната с чин майор.
След войната се връща в ГИТИС и след това във факултета по кино. Той се присъединява към „Мосфилм“ през 1949 г. и преподава във филмовия факултет от 1979 г. Снима първия си филм през 1950 г., посветен на живота на Александър Пушкин.
Озеров е автор на монументални кинематографични епоси, много от които са посветени на последната война. Най-известният му филм в чужбина остава „Последний штурм“ (пети епизод от неговия кинематографичен епос „Освобождение“). Филмът „Сталинград“ също е забележителна творба.
Погребан е на Введенското гробище в Москва.